# Lepilemur microdon
Il lepilemure dal collo chiaro (Lepilemur microdon) è una specie di lemure recentemente scoperta endemica del Madagascar.

## Distribuzione
La specie è diffusa con popolazioni sparse nella zona centro-orientale dell'isola, compresa grossomodo fra i fiumi Namorona e Manampatrana.

## Descrizione

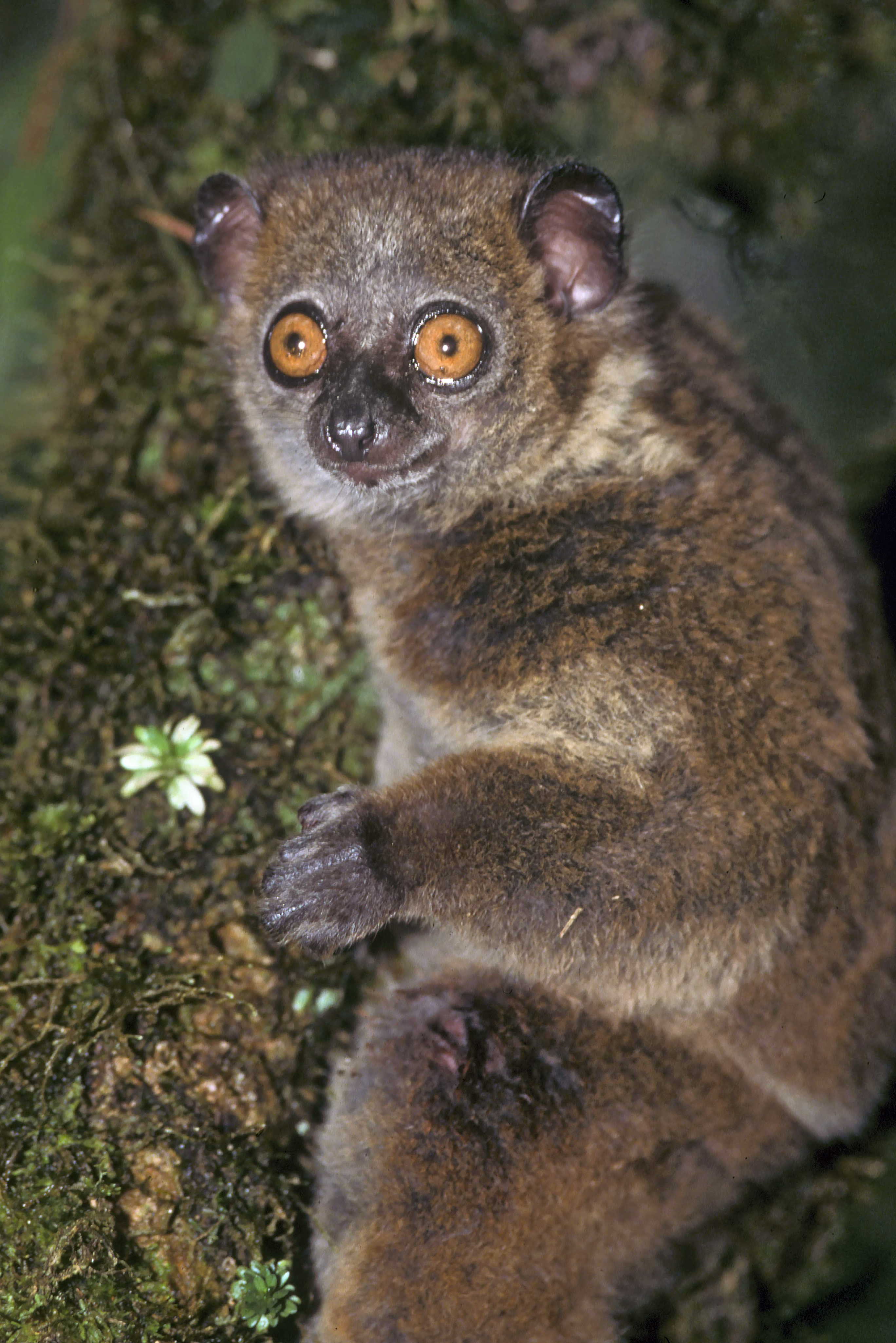

### Dimensioni
Misura circa mezzo metro di lunghezza, di cui circa metà spetta alla coda.

### Aspetto
Il pelo è bruno-olivaceo sulla zona dorsale, eccetto la faccia, le mani e la zona ventrale, che sono grigio-nerastro. alla radice del collo, appena sopra le spalle, è presente una caratteristica mezzaluna biancastra che ha fruttato il nome comune alla specie.

Gli occhi sono medio-grandi e giallo-arancio, le orecchie sono grandi e rivolte verso l'alto, il muso corto dritto, con dei piccoli denti simili a quelli umani.